# Charles Le Morvan
| Planetoida  | Data odkrycia   |
| ----------- | --------------- |
| (774) Armor | 19 grudnia 1913 |

Charles Le Morvan (ur. 26 lutego 1865 w Bretanii, zm. 20 maja 1933) – francuski astronom.

## Życiorys
Od 1890 roku pracował w Obserwatorium Paryskim, gdzie spędził swoją całą karierę zawodową. Pomagał Maurice’owi Loewy’emu i Pierre’owi Puiseux w tworzeniu Atlas photographique de la Lune (Fotograficznego atlasu Księżyca) wydanego w dwunastu częściach, które ukazywały się w latach 1896–1910. W 1914 Le Morvan wydał Carte photographique et systématique de la Lune – atlas, który był suplementem do swojego poprzednika.
W 1913 roku odkrył jedną planetoidę – (774) Armor.